# БМ-24Т
БМ-24Т (Индекс ГРАУ — 8У35, ознака за шасију по класификацији ГБТУ — Объект 712) — је совјетски гусенични вишецевни бацач ракета.

## Опис конструкције
БМ-24Т је развијан истовремено са моделом БМ-24. У основи систем је развијен ради деловања у саставу тенковских делова Црвене армије. Возило је било засновано на бази гусеничног тенка АТ-С, захваљујући чему је поседовао висок степен проходности. На горњем делу каросерије је размештен блок сачињен од лансирних цеви. За разлику од БМ-24 код БМ-24Т примењене су цевасте шине уместо ћелијских, при томе је балистичко решење остало сачувано, и поред тога што су цеви биле скраћене.
Навођење ракетног терета врши се помоћу ручног механизма за навођење. Распон вертикалних углова навођења кретао се од +10 до +50°. У хоризонталном положају ракетни терет је навођен под угловима у распону од -90 до +90°.

### Наоружање
Главно оружје које овај систем користи јесу турбомлазне ракете. Поред фугасних, у номенклатуру наоружања БМ-24Т уведена је и муниција са хемијском бојевом главом. Површина коју прекрива када испали један плотун може износити и неколико хектара.
| Таблица тактичко-техничких својстава муниције коју користи БМ-24 |           |                       |                     |                       |                          |                          |                      |                      |                     |
| Ознака                                                           | Индекс    | Дужина пројектила, мм | Маса пројектила, кг | Маса бојеве главе, кг | Маса вис. експлозив., кг | Маса барута у мотору, кг | Време рада мотора, с | Максимална даљина, м | бр. ротација у, мин |
| Фугасна бојева глава                                             |           |                       |                     |                       |                          |                          |                      |                      |                     |
| М-24Ф                                                            | 53-Ф-961  | 1124                  | 112,25              | 60,8                  | 27,4                     | 16,2                     | 0,5..1               | 6 575                | 7 000               |
| М-24ФУД                                                          | 53-Ф-961У | 1245                  | 109,0               | 46,5                  | 18,4                     | 23,96                    | 0,9..2,2             | 10 600               | 9 500               |
| МД-24Ф                                                           | 3Ф1       | 1684                  | 155,0               | 48,4                  | 19,8                     | 44,3                     | 2,3..4,9             | 17 500               | 15 000              |
| Хемијска бојева глава                                            |           |                       |                     |                       |                          |                          |                      |                      |                     |
| МС-24                                                            | 3Х1       | 1240                  | 109,0               | 44,3                  | 8,0                      | 16,2                     | 0,5..1,0             | 6 500                | 7 000               |
| МС-24УД                                                          |           | 1240                  | 109,0               | 44,3                  | 8,0                      | 44,3                     | 2,3..4,9             | 16 000               | 15 000              |

## Белешке
- 1. Широкорад. Отечественные минометы и реактивная артиллерия 04
- 2. ↑ Энциклопедия XXI век. Оружие и технологии России. Часть 18. Химические боеприпасы. Группа 13. Боеприпасы, боевые части ракет и взрывчатые вещества. Класс 1320. Боеприпасы и артиллерийские выстрелы калибром свыше 125-мм. Головная часть 240-мм реактивного химического снаряда. — М.: Издательский дом «Оружие и технологии», 2006. — Т. Том 12. — С. 444. — 848 с. —.  978-5-93799-023-5.
- 3. ↑ Федоров Л. А. Глава 8. Закат химической войны. Типы химических боеприпасов, которые имелись у Советской Армии к 1987 г. // Химическое вооружение — война с собственным народом (трагический российский опыт) в трёх томах. — М.: Лесная страна, — Т. 1. Долгий путь к химической войне. — С. 307. — 848 с. 2009.  978-5-91505-013-5.